# Seznam medailistů na mistrovství Evropy v běhu na 200 m
Běh na 200 metrů je součástí mistrovství Evropy od prvního ročníku (1934, resp. 1938 v případě žen). 
V kategorii mužů na prvních šampionátech dominovali běžci z zemí západní Evropy. Od poloviny 80. let nastala éra vítězství běžců převážně černé pleti.
V kategorii žen stály na stupních vítězů v počátečních ročnících mistrovství Evropy zejména sprinterky z Velké Británie, Nizozemska či SSSR. Sedmdesátá a osmdesátá léta byla ve znamení prvenství běžkyň z NDR. V 21. století se vítězky na této trati střídaly po každém šampionátu (s výjimkou Diny Asher-Smithové v letech 2016 a 2018).

## Muži
| Rok  | Místo     | Zlato                            | Výkon vítěze                     | Stříbro                          | Bronz                            |
| ---- | --------- | -------------------------------- | -------------------------------- | -------------------------------- | -------------------------------- |
| 1934 | Turín     | Christiaan Berger                | 21,5                             | József Sir                       | Martinus Osendarp                |
| 1938 | Paříž     | Martinus Osendarp                | 21,2                             | Jakob Scheuring                  | Alan Pennington                  |
| 1946 | Oslo      | Nikolaj Karakulov                | 21,6                             | Hakon Tranberg                   | Jiří David                       |
| 1950 | Brusel    | Brian Shenton                    | 21,5                             | Étienne Bally                    | Jan Lammers                      |
| 1954 | Bern      | Heinz Fütterer                   | 20,9                             | Ardalion Ignaťjev                | George Ellis                     |
| 1958 | Stockholm | Manfred Germar                   | 21,0                             | Dave Segal                       | Jocelyn Delecour                 |
| 1962 | Bělehrad  | Owe Jonsson                      | 20,7                             | Marian Foik                      | Sergio Ottolina                  |
| 1966 | Budapešť  | Roger Bambuck                    | 20,9                             | Marian Dudziak                   | Jean-Claude Nallet               |
| 1969 | Athény    | Philippe Clerc                   | 20,6                             | Hermann Burde                    | Zenon Nowosz                     |
| 1971 | Helsinky  | Valerij Borzov                   | 20,3                             | Franz-Peter Hofmeister           | Jörg Pfeifer                     |
| 1974 | Řím       | Pietro Mennea                    | 20,60                            | Manfred Ommer                    | Hans-Jürgen Bombach              |
| 1978 | Praha     | Pietro Mennea                    | 20,16                            | Olaf Prenzler                    | Peter Muster                     |
| 1982 | Athény    | Olaf Prenzler                    | 20,46                            | Cameron Sharp                    | Frank Emmelmann                  |
| 1986 | Stuttgart | Vladimir Krylov                  | 20,52                            | Jürgen Evers                     | Andrey Fedoriv                   |
| 1990 | Split     | John Regis                       | 20,11                            | Jean-Charles Trouabal            | Linford Christie                 |
| 1994 | Helsinky  | Geir Moen                        | 20,30                            | Vladislav Dologodin              | Patrick Stevens                  |
| 1998 | Budapešť  | Douglas Walker                   | 20,53                            | Doug Turner                      | Julian Golding                   |
| 2002 | Mnichov   | Konstantinos Kenteris            | 19,85                            | Francis Obikwelu                 | Marlon Devonish                  |
| 2006 | Göteborg  | Francis Obikwelu                 | 20,01                            | Johan Wissman                    | Marlon Devonish                  |
| 2010 | Barcelona | Christophe Lemaitre              | 20,37                            | Christian Malcolm                | Martial Mbandjock                |
| 2012 | Helsinky  | Churandy Martina                 | 20,42                            | Patrick van Luijk                | Daniel Talbot                    |
| 2014 | Curych    | Adam Gemili                      | 19,98                            | Christophe Lemaitre              | Serhiy Smelyk                    |
| 2016 | Amsterdam | Bruno Hortelano                  | 20,45                            | Ramil Guliyev                    | Daniel Talbot                    |
| 2018 | Berlín    | Ramil Guliyev                    | 19.76 RM                         | Nethaneel Mitchell-Blake         | Alex Wilson                      |
| 2020 | Paříž     | zrušeno kvůli pandemii covidu-19 | zrušeno kvůli pandemii covidu-19 | zrušeno kvůli pandemii covidu-19 | zrušeno kvůli pandemii covidu-19 |
| 2022 | Mnichov   | Zharnel Hughes                   | 20.17                            | Nethaneel Mitchell-Blake         | Filippo Tortu                    |
| 2024 | Řím       | Timothé Mumenthaler              | 20,28                            | Filippo Tortu                    | William Reais                    |

## Ženy
- závod žen se poprvé uskutečnil v roce 1938

| Rok  | Místo     | Zlato                            | Výkon vítěze                     | Stříbro                          | Bronz                            |
| ---- | --------- | -------------------------------- | -------------------------------- | -------------------------------- | -------------------------------- |
| 1938 | Vídeň     | Stanisława Walasiewiczová        | 23,8                             | Käthe Kraussová                  | Fanny Blankers-Koenová           |
| 1946 | Oslo      | Jevgenija Sečenovová             | 25,4                             | Winifred Jordanová               | Léa Caurlaová                    |
| 1950 | Brusel    | Fanny Blankers-Koenová           | 24,0                             | Jevgenija Sečenovová             | Dorothy Hallová                  |
| 1954 | Bern      | Marija Itkinová                  | 24,3                             | Irina Turovová                   | Shirley Hamptonová               |
| 1958 | Stockholm | Barbara Janiszewska              | 24,1                             | Hannelore Sadauová               | Marija Itkinová                  |
| 1962 | Bělehrad  | Jutta Heineová                   | 23,5                             | Dorothy Hymanová                 | Barbara Sobotta                  |
| 1966 | Budapešť  | Irena Kirszensteinová            | 23,1                             | Ewa Kłobukowska                  | Vera Popkovová                   |
| 1969 | Athény    | Petra Vogtová                    | 23,2                             | Renate Meissnerová               | Val Peatová                      |
| 1971 | Helsinky  | Renate Stecherová                | 22,7                             | Györgyi Baloghová                | Irena Szewińská                  |
| 1974 | Řím       | Irena Szewińská                  | 22,51                            | Renate Stecherová                | Mona-Lisa Pursiainenová          |
| 1978 | Praha     | Ljudmila Kondraťjevová           | 22,52                            | Marlies Göhrová                  | Carla Bodendorfová               |
| 1982 | Athény    | Bärbel Wöckelová                 | 22,04                            | Kathy Smallwoodová               | Sabine Riegerová                 |
| 1986 | Stuttgart | Heike Drechslerová               | 21,71 RM                         | Marie-Christine Cazierová        | Silke Gladischová                |
| 1990 | Split     | Katrin Krabbeová                 | 21,95                            | Heike Drechslerová               | Galina Malčuginová               |
| 1994 | Helsinky  | Irina Privalovová                | 22,32                            | Žanna Pintusevyčová              | Galina Malčuginová               |
| 1998 | Budapešť  | Irina Privalovová                | 22,62                            | Žanna Pintusevyčová              | Melanie Paschkeová               |
| 2002 | Mnichov   | Muriel Hurtisová                 | 22,43                            | Kim Gevaertová                   | Manuela Levoratová               |
| 2006 | Göteborg  | Kim Gevaertová                   | 22,68                            | Julija Guščinová                 | Natalja Rusakovová               |
| 2010 | Barcelona | Myriam Soumaréová                | 22,32                            | Jelizaveta Bryzginová            | Alexandra Fedorivová             |
| 2012 | Helsinky  | Marija Rjemjeňová                | 23,05                            | Krystyna Stujová                 | Myriam Soumaréová                |
| 2014 | Curych    | Dafne Schippersová               | 22,03                            | Jodie Williamsová                | Myriam Soumaréová                |
| 2016 | Amsterdam | Dina Asherová-Smithová           | 22,37                            | Ivet Lalovová                    | Gina Lückenkemperová             |
| 2018 | Berlín    | Dina Asherová-Smithová           | 21,89                            | Dafne Schippersová               | Jamile Samuelová                 |
| 2020 | Paříž     | zrušeno kvůli pandemii covidu-19 | zrušeno kvůli pandemii covidu-19 | zrušeno kvůli pandemii covidu-19 | zrušeno kvůli pandemii covidu-19 |
| 2022 | Mnichov   | Mujinga Kambundjiová             | 22,32                            | Dina Asherová-Smithová           | Ida Karstoftová                  |
| 2024 | Řím       | Mujinga Kambundjiová             | 22,49                            | Daryll Neitaová                  | Helene Parisotová                |